# تپه عسگرآباد
تپه عسگرآباد مربوط به هزاره اول قبل از میلاد - دوره اشکانیان - دوره ساسانیان است و در شهرستان سرآب، بخش مرکزی، دهستان صائین، ۲ کیلومتری شمال روستای عسگرآباد واقع شده و این اثر در تاریخ ۶ اسفند ۱۳۸۵ با شمارهٔ ثبت ۱۷۵۱۰ به‌عنوان یکی از آثار ملی ایران به ثبت رسیده‌است.